# Зарічанська сільська рада (Баранівський район)
Зарічанська сільська рада (Зарічська сільська рада, до 1960 року — Жаборицька сільська рада) — колишня адміністративно-територіальна одиниця та орган місцевого самоврядування у Баранівському і Новоград-Волинському районах Волинської округи, Київської та Житомирської областей Української РСР з адміністративним центром у селі Заріччя.

## Населені пункти
Сільській раді на час ліквідації були підпорядковані населені пункти:
- с. Будисько
- с. Заріччя
- с. Полянка
- х. Кіровка

## Населення
Кількість населення ради, станом на 1923 рік, становила 1 268 осіб, кількість дворів — 252.

## Історія та адміністративний устрій
Створена 1923 року як Жаборицька сільська рада, в с. Жабориця Баранівської волості Новоград-Волинського повіту Волинської губернії. 7 березня 1923 року увійшла до складу новоствореного Баранівського району Житомирської (згодом — Волинська) округи. На 1 жовтня 1941 року в складі сільської управи числиться хутір Кіровка.
Станом на 1 вересня 1946 року сільська рада входила до складу Баранівського району Житомирської області, на обліку в раді перебували с. Жабориця та х. Кіровка.
5 серпня 1960 року, відповідно до рішення Житомирського облвиконкому № 824 «Про перейменування деяких сільських рад в районах області», внаслідок перейменування адміністративного центру, сільську раду перейменовано на Зарічанську (Зарічську). 30 грудня 1962 року, відповідно до указу Президії Верховної ради Української РСР «Про укрупнення сільських районів Української РСР», сільську раду включено до складу Новоград-Волинського району. 17 серпня 1964 року, відповідно до рішення Житомирського облвиконкому № 330 «Про зміни в адміністративно-територіальному поділі Бердичівського, Дзержинського і Новоград-Волинського районів», до складу ради включено села Будисько та Полянка ліквідованої Полянківської сільської ради Новоград-Волинського району. 8 грудня 1966 року, відповідно до указу Президії Верховної ради Української РСР «Про утворення нових районів Української РСР», сільська рада увійшла до складу відновленого Баранівського району Житомирської області.
3 квітня 1967 року адміністративний центр ради перенесено до селища міського типу Полянка з перейменуванням ради на Полянківську селищну раду Баранівського району Житомирської області.